# 木原健太郎 (社会学者)
木原 健太郎（きはら けんたろう、1921年 - ）は、日本の教育社会学者、創価大学名誉教授。

## 略歴
広島市生まれ。1943年東京帝国大学文学部社会学科卒業。日本製鐵東京技術研究所所員。総理大臣官房審議室（世論調査班）嘱託。1950年東京学芸大学助教授。57年名古屋大学教授。76年国立教育研究所第四研究部長。創価大学教育学部教授、国立教育研究所名誉所員。99年瑞宝章叙勲。

## 著書

### 単著
- 『教育過程の分析と診断』誠信書房　1958
- 『小集団指導』明治図書出版　1961　現代教育全書
- 『授業診断』明治図書出版　1962
- 『授業とコミュニケーション』明治図書出版　1963
- 『教育の可能性 授業の社会学的分析』明治図書出版　1964
- 『授業の科学化入門』明治図書出版　1966
- 『現場の授業理論』明治図書出版　1975　授業研究基本図書選
- 『学力を高める授業の技法』明治図書出版　1978　授業研究全書
- 『信念の人吉田ワンマン宰相』霞出版社　2004

### 共編著
- 『指導技術改革の授業分析』山形県小国小学校共著　明治図書出版　1963
- 『現代の人間形成』田浦武雄共編　川島書店　1965
- 『講座マス・コミュニケーションと教育』全3巻 依田新,日高六郎共編　明治図書出版　1965
- 『テレビと学力』編著　明治図書出版　1966
- 『現代教育社会学』新堀通也共編　明治図書出版　1967　教育科学叢書
- 『講座小集団指導』編　明治図書出版　1967
- 『授業への挑戦』編　黎明書房　1968
- 『テレビと思考』編著　明治図書出版　1969
- 『教育のシステム化と放送教育』編著　明治図書出版　1970　明治図書新書
- 『放送と授業のシステム化』水越敏行,北野正光共編　明治図書出版　1971
- 『講座映像と認識』多田俊文共編　明治図書出版　1972
- 『講座情報化時代の教育』岸田純之助共編著　明治図書出版　1972
- 『社会認識の形成』小林信郎共編著 現代教科教育学大系 第一法規出版　1974
- 『教科教育の理論』編著 現代教科教育学大系 第一法規出版　1974
- 『テレビと認識』編著　明治図書出版　1974
- 『教育内容の現代化 学校では何をどう教えるべきか』編著　現代教育講座　第一法規出版　1975
- 『総合・合科的学習の教育課程化』編　明治図書出版　1977　授業研究資料
- 『よい授業を創る授業分析法』山本美都城共編　明治図書出版　1979　よい授業を創るシリーズ
- 『算数/数学科つまずきの早期発見と指導法』深水吉春共編　明治図書出版　1980　よい授業を創るシリーズ
- 『よい授業を創るOHPの効果的利用』早川雄共編　明治図書出版　1980　よい授業を創るシリーズ
- 『よい授業を創る社会科／理科テレビ学習』早川雄共編　明治図書出版　1980　よい授業を創るシリーズ
- 『社会科学習資料の収集と活用 小学1・2年』岡田弘治共編　明治図書出版　1981　よい授業を創るシリーズ
- 『社会科学習資料の収集と活用 小学3・4年』山崎林平共編　明治図書出版　1981　よい授業を創るシリーズ
- 『社会科学習資料の収集と活用 小学5・6年』松村好雄共編　明治図書出版　1981　よい授業を創るシリーズ
- 『中学校総合社会科の構想と展開 明日の社会科をめざして』宮崎謹一郎共編　明治図書出版　1981　よい授業を創るシリーズ
- 『低学年理科の楽しい活動』笠原始共編　明治図書出版　1981　よい授業を創るシリーズ
- 『比較学習による社会科授業の展開』佐野藤雄共編　明治図書出版　1981　よい授業を創るシリーズ
- 『学ぶ喜びを育てる通信簿』深水吉春共編　明治図書出版　1981　よい授業を創るシリーズ
- 遊びを取り入れた算数授業』徳永伸夫共編　明治図書出版　1982　よい授業を創るシリーズ
- 算数科観点別つまずきの分析と授業改造』深水吉春共編　明治図書出版　1982　よい授業を創るシリーズ
- 算数／数学つまずきの意識化と自己評価』深水吉春共編　明治図書出版　1982　よい授業を創るシリーズ
- よい授業を創る映像教材の活用と評価』早川雄共編　明治図書出版　1982　よい授業を創るシリーズ
- 理科観点別つまずきの分析と授業改造』向島正共編　明治図書出版　1982　よい授業を創るシリーズ
- 子どもの活動を生かした理科授業の改善 中学年を中心に』福岡敏行共編　明治図書出版　1983　よい授業を創るシリーズ
- 主体的自覚をうながす道徳授業』岡山県小学校教育研究会道徳部会共編　明治図書出版　1983　よい授業を創るシリーズ
- 授業のコミュニケーション分析入門』編著　明治図書出版　1983　よい授業を創るシリーズ
- テレビ視聴ノートの活用と評価』早川雄共編著　明治図書出版　1984　よい授業を創るシリーズ
- よい学級づくりがよい授業を創る』学級教育実践研究会共著　明治図書出版　1985　よい授業を創るシリーズ
- 個を生かす社会科の学習課題づくり』高橋貞夫共編　明治図書出版　1986
- 戦後授業研究論争史 キーワードで綴る』編著　明治図書出版　1992　教育選書

### 翻訳
- A.A.ベラック等『授業コミュニケーションの分析』加藤幸次共訳　黎明書房　1972
- E.W.アイスナー編著『カリキュラム改革の争点 ウッズホール会議以後の10年の発展』加藤幸次,高野尚好共訳　黎明書房　1974